# Revista Virtual de Química
Revista Virtual de Química (RVq) (ISSN 1984-6835) é uma publicação bimestral, gratuita, sem fins lucrativos e totalmente eletrônica da Sociedade Brasileira de Química (SBQ) que abrange todas as áreas da química.
A RVq foi criada em 2009 com o objetivo de resgatar o prazer da leitura na área da Química, já que sua política de publicação valoriza a utilização de uma linguagem mais fluída, menos técnica e que possa ser compreendida por especialistas da área, alunos de pós-graduação, alunos de graduação e até mesmo estudantes de ensino médio, contribuindo para a disseminação da química dentro da sociedade. Seu conteúdo é totalmente aberto e gratuito, podendo ser acessado de qualquer dispositivo conectado à internet. Seu corpo editorial é compostos por pesquisadores de algumas das principais instituições de pesquisas nacionais e internacionais. É atualmente indexada pelas seguintes bases de dados: SCOPUS, Scielo, Chemical Abstract Service (CAS ref. no. 172012), Index Copernicus, DOAJ - Diretory of Open Access Journals, SEER - IBICT, Latindex, Google Acadêmico. Encontra-se estratificada como B3 no Qualis/CAPES.
Atualmente a revista é dividida em sete seções:
1) Atualidades na Química Brasileira
Nesta categoria, alunos de pós-graduação poderão publicar comentários críticos sobre artigos científicos recentes contendo pesquisas realizadas em laboratórios de pesquisa no Brasil.
2) In Focus
A seção aceita contribuições do uso de catalisadores em sínteses orgânicas ou inorgânicas.
3) Métodos de Preparação Industrial de Solventes e Reagentes Químicos
Esta seção tem como objetivo a apresentação de informações que normalmente não são encontradas nos livros-textos, mas que devem ser do conhecimento de estudantes e professores de Química e de áreas afins. O público-alvo desta seção são estudantes de graduação e de pós-graduação, professores, químicos industriais e todos aqueles que se dedicam a Química.
4) Nomenclatura em Química
A Seção Nomenclatura Química discute aspectos relacionados a nomenclatura em Química, norteando o público a usar o nome mais adequado para determinada classe de compostos.
5) Notícias e Debates
Esta seção tem como objetivo apresentar informações recentes relacionados com a QUÍMICA. Os editores da RVq esperam contribuições voluntárias de todos que se dedicam à pesquisa científica, ao ensino de química e aos seus aspectos profissionais. Obituários são aceitos nesta seção.
6) Perfil Acadêmico e Trajetória Científica
Esta seção está direcionada para a apresentação da trajetória científica de grandes nomes da química nacional e internacional.
7) Resenhas
Nesta categoria são publicados comentários críticos sobre livros ou artigos científicos recentes. Comentários sobre artigos ou descobertas que, independente da época de sua divulgação, tenham tido impacto importante na química também são aceitos.